# Dicranomyia itatiayana
Dicranomyia itatiayana är en tvåvingeart som först beskrevs av Alexander 1944.  Dicranomyia itatiayana ingår i släktet Dicranomyia och familjen småharkrankar. Inga underarter finns listade i Catalogue of Life.